# Хашалов Афган Каміль-огли
Афган Каміль-огли Хашалов (азерб. Əfqan Kamil oğlu Xaşalov; нар. 7 червня 1997) — азербайджанський борець вільного стилю, бронзовий призер чемпіонату Європи.

## Життєпис
Боротьбою почав займатися з 2010 року. Багаторазовий чемпіон та призер чемпіонатів світу та Європи у молодших вікових групах (серед кадетів, юніорів та молоді).
Виступаєза борцівський клуб «Зеніт». Тренер — Кавід Курбанзаде (з 2013).

## Спортивні результати на міжнародних змаганнях

### Виступи на Чемпіонатах світу
| Змагання                        | Збірна      | Вагова категорія          | Місце |
| ------------------------------- | ----------- | ------------------------- | ----- |
| Чемпіонат світу з боротьби 2021 | Азербайджан | вільна боротьба, до 57 кг | 12    |

### Виступи на Чемпіонатах Європи
| Змагання                         | Збірна      | Вагова категорія          | Місце  |
| -------------------------------- | ----------- | ------------------------- | ------ |
| Чемпіонат Європи з боротьби 2020 | Азербайджан | вільна боротьба, до 57 кг | 7      |
| Чемпіонат Європи з боротьби 2021 | Азербайджан | вільна боротьба, до 57 кг | Бронза |

### Виступи на Чемпіонатах світу серед військовослужбовців
| Змагання                                                  | Збірна      | Вагова категорія          | Місце |
| --------------------------------------------------------- | ----------- | ------------------------- | ----- |
| Чемпіонат світу з боротьби серед військовослужбовців 2018 | Азербайджан | вільна боротьба, до 57 кг | 5     |

### Виступи на інших змаганнях
| Змагання                                     | Збірна      | Вагова категорія          | Місце  |
| -------------------------------------------- | ----------- | ------------------------- | ------ |
| Золотий Гран-прі з боротьби 2016             | Азербайджан | вільна боротьба, до 57 кг | 9      |
| Київський Міжнародний турнір з боротьби 2018 | Азербайджан | вільна боротьба, до 57 кг | Бронза |
| Турнір Яшара Догу 2020                       | Азербайджан | вільна боротьба, до 57 кг | Бронза |
| Київський Міжнародний турнір з боротьби 2021 | Азербайджан | вільна боротьба, до 57 кг | 21     |
| Турнір Дана Колова — Николи Петрова 2022     | Азербайджан | вільна боротьба, до 57 кг | 5      |
| Меморіал Маттео Пелліконе 2022               | Азербайджан | вільна боротьба, до 57 кг | 8      |

### Виступи на змаганнях молодших вікових груп
| Змагання                                       | Збірна      | Вагова категорія          | Місце  |
| ---------------------------------------------- | ----------- | ------------------------- | ------ |
| Чемпіонат Європи з боротьби серед кадетів 2014 | Азербайджан | вільна боротьба, до 50 кг | Золото |
| Чемпіонат світу з боротьби серед кадетів 2014  | Азербайджан | вільна боротьба, до 50 кг | Срібло |
| Чемпіонат Європи з боротьби серед юніорів 2015 | Азербайджан | вільна боротьба, до 55 кг | 13     |
| Чемпіонат світу з боротьби серед юніорів 2016  | Азербайджан | вільна боротьба, до 55 кг | Золото |
| Чемпіонат Європи з боротьби серед юніорів 2017 | Азербайджан | вільна боротьба, до 55 кг | Золото |
| Чемпіонат світу з боротьби серед юніорів 2017  | Азербайджан | вільна боротьба, до 55 кг | Бронза |
| Чемпіонат Європи з боротьби серед молоді 2018  | Азербайджан | вільна боротьба, до 57 кг | Срібло |
| Чемпіонат світу з боротьби серед молоді 2019   | Азербайджан | вільна боротьба, до 57 кг | Бронза |